# Humoreska
Humoreska – krótki humorystyczny utwór epicki, narracyjny (opowiadanie), zamknięty puentą. 
Często budowany na kanwie dialogu. Jej rozwój dokonał się w okresie pozytywizmu. Narracja humoresek przypomina strukturę didaskaliów, jednak utwór na pewno nie należy do dramatu. Język w humoreskach jest językiem potocznym, nacechowanym emocjonalnie, silnie zindywidualizowanym (liczne kolokwializmy, wykrzyknienia, wielokropki, znaki zapytania). Narrator wartościuje, nadaje bohaterom imiona znaczące (np. Człowiek myślący z humoreski Bolesława Prusa). Bohaterowie humoresek są schematami społecznymi, typami (to pozytywizm wprowadza typowość bohaterów), stąd częste stylizacje (np. na chłopa, arystokratę, bardzo często na Żyda). Humoreskę od satyry różni to, że w pierwszym utworze czytelnik traktuje bohaterów z pobłażliwością, zaś satyra ma na celu "obśmianie" bohaterów. Humoreski nie mają pokazywać katastrofalnego opisu społeczeństwa. Śmiech pełni tutaj funkcję terapeutyczną, ma koić gorycz okresu rozbiorów Polski. Humoreski są kierowane zarówno do ludzi wykształconych jak i prostych, aby je odczytać nie wymagano znajomości literatury. Kompozycja humoresek współgra z ich treścią, krótkie scenki nie mają ani początku, ani końca (brak klamry kompozycyjnej). Brakuje im również fabuły. Teksty poprzedniej epoki (romantyzmu) były naznaczone pewną misją, ideą, zaś pozytywistyczna humoreska przedstawia świat codzienny, stereotypowy.